# Fauna Europaea
Fauna Europaea, abbreviato in FaEu, è un progetto della Commissione europea finalizzato alla creazione di una banca dati di nomi scientifici e distribuzione geografica di tutti gli animali pluricellulari terrestri e d'acqua dolce d'Europa; è coordinato congiuntamente da Amsterdam, Copenaghen, Parigi e Varsavia.
La banca dati delle specie marine è parte di un altro progetto chiamato ERMS, dall'inglese European Register of Marine Species, ovvero Registro Europeo delle Specie Marine.